# Зарипова, Таузиха Гараевна
Таузиха Гараевна Зарипова (тат. Тәүзыйха Гәрәй кызы Зарипова; 12 января 1930, Татарская АССР — 3 сентября 2018, Татарстан) — советский передовик сельскохозяйственного производства, овцевод колхоза им. С. М. Кирова Бавлинского района Татарской АССР, Герой Социалистического Труда (1971).

## Биография
Родилась в селе Муртаза Бугульминского кантона Татарской АССР. Отец работал агрономом местного колхоза имени Кирова, мать — рядовой колхозницей. В годы детства, совпавшие с Великой Отечественной войной, девочка вместе со всеми сельскими сверстниками помогала взрослым выполнять тяжелую крестьянскую работу на полях и фермах, за что была удостоена медали «За доблестный труд в Великой Отечественной войне 1941—1945 гг.»
После войны свой выбор в работе остановила на выращивании овец, чему отдала почти тридцать лет своей жизни. В 1944—1946 годах была бригадиром, в 1951—1954 годах — учётчицей, с 1954 — овцеводом овцетоварной фермы колхоза «Ирек». С 1962 овцевод, с 1975 года в течение двенадцати лет до выхода на пенсию заведующая овцеводческой фермы колхоза им. С. М. Кирова Бавлинского района.
После выхода на заслуженный отдых, Таузиха Гараевна вместе с мужем Ильгамом, потомственным механизатором, воспитывала внуков троих своих детей: дочерей Альбины и Ильмиры, а также старшего сына Альберта. Проживала в селе Каракашлы Ютазинского района. Умерла 3 сентября 2018 года.

## Награды
- В 1971 году Т. Г. Зариповой было присвоено звание Героя Социалистического Труда с вручением ордена Ленина (за высокие результаты в выполнении плана VIII пятилетки).
- Также была награждена орденом «Знак Почёта» и медалями, среди которых «За трудовое отличие», медаль ВДНХ СССР.